# Dichaetomyia lucida
Dichaetomyia lucida är en tvåvingeart som beskrevs av Seguy 1938. Dichaetomyia lucida ingår i släktet Dichaetomyia och familjen husflugor.
Artens utbredningsområde är Madagaskar. Inga underarter finns listade i Catalogue of Life.